# Villafranca
Villafranca (em castelhano) ou Alesbes (em basco) é um município da Espanha na província e comunidade foral (autónoma) de Navarra. Tem 46,23 km² de área e em 2021 tinha 2 907 habitantes (densidade: 62,9 hab./km²).

## Demografia
| Variação demográfica do município entre 1991 e 2004 | Variação demográfica do município entre 1991 e 2004 | Variação demográfica do município entre 1991 e 2004 | Variação demográfica do município entre 1991 e 2004 |
| --------------------------------------------------- | --------------------------------------------------- | --------------------------------------------------- | --------------------------------------------------- |
| 1991                                                | 1996                                                | 2001                                                | 2004                                                |
| 2583                                                | 2515                                                | 2547                                                | 2733                                                |